# Vittore Gambello
Ne doit pas être confondu avec Antonio Gambello.
Vittore Gambello, dit « Camelio », né à Venise en 1460 et mort dans la même ville en 1537, est un sculpteur et médailleur italien.

## Biographie
Fils d'un tailleur de pierre nommé Antonio Gambello, Vittore Gambello étudie d'abord le dessin avec Giovanni Bellini. 
Il gagne sa renommée en créant des médailles et remporte le titre de « maître des estampes » à la Zecca de Venise en 1484.
Au lieu d’utiliser la technique de la fusion dans le sable ou celle de la cire perdue, il perfectionne une méthode de frappe des médailles avec un relief considérable, semblable à celle des pièces de monnaie. En conséquence, il obtient une meilleure définition des détails et la possibilité d’une production plus large.
Plusieurs de ses œuvres sont conservées dans différents lieux de Venise ainsi qu'à la National Gallery of Art, au Metropolitan Museum of Art et au Cleveland Museum of Art.

## Galerie

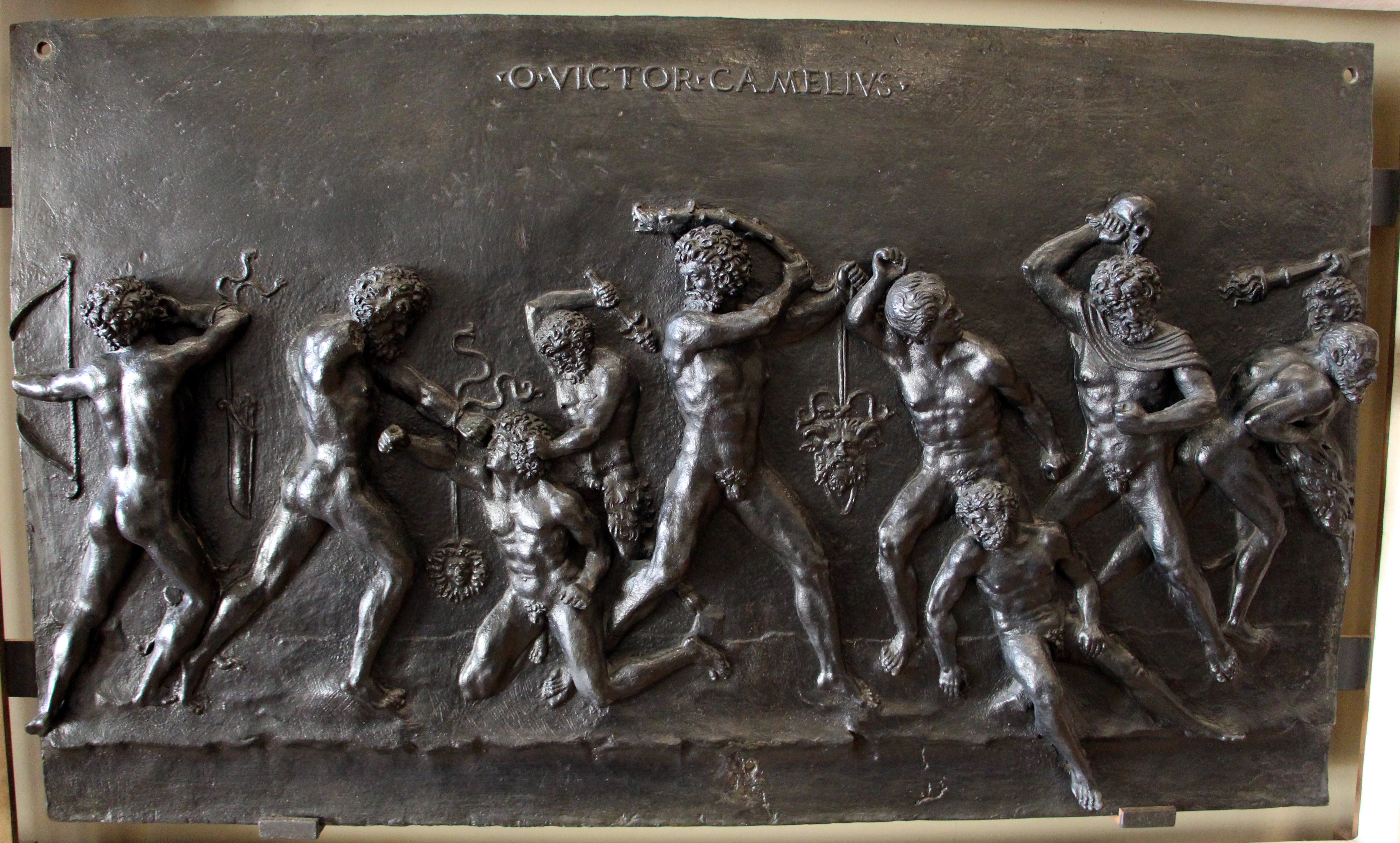
Combat d'« ignudi » (hommes nus)
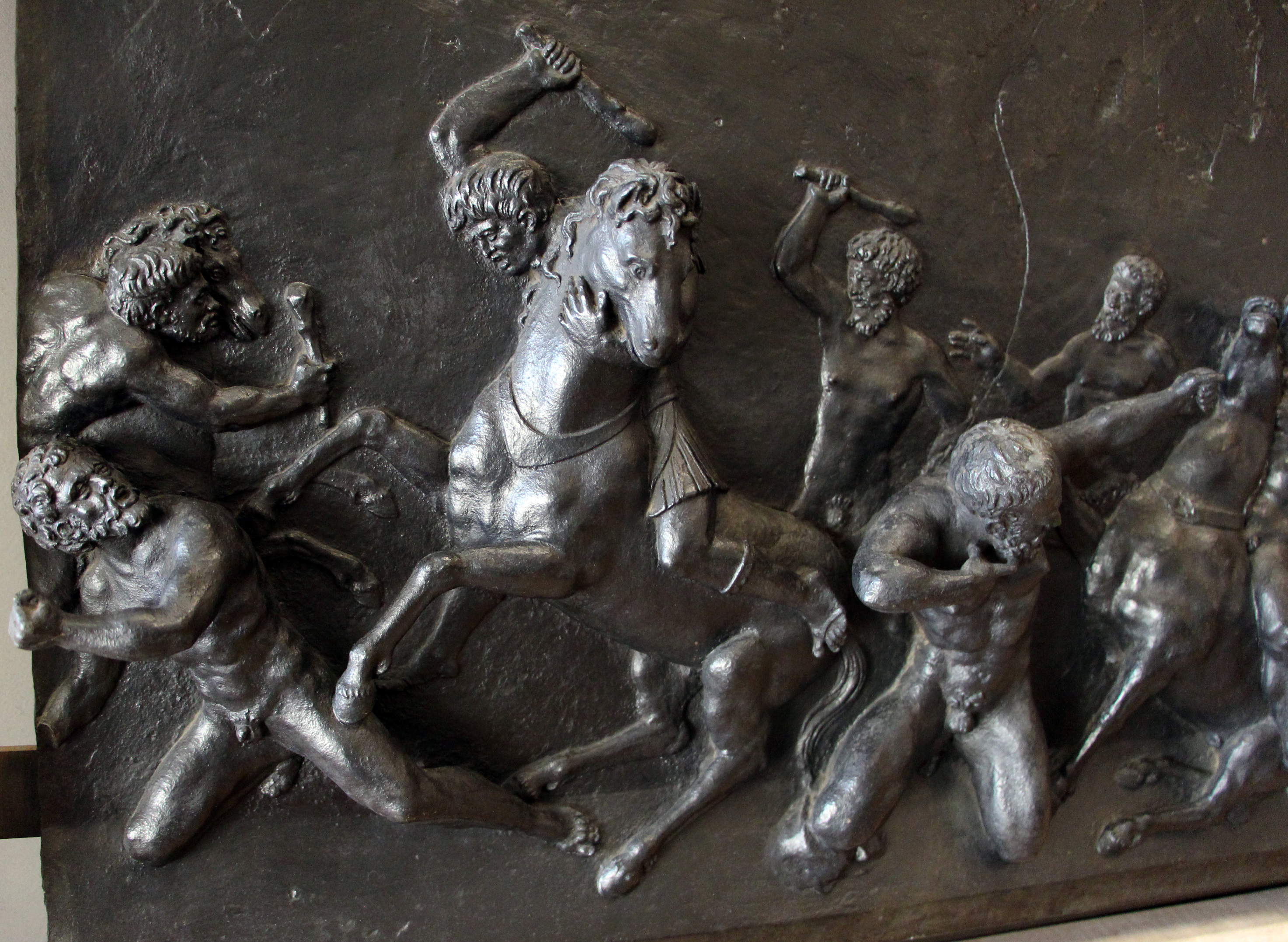
Combat de cavaliers et de géants
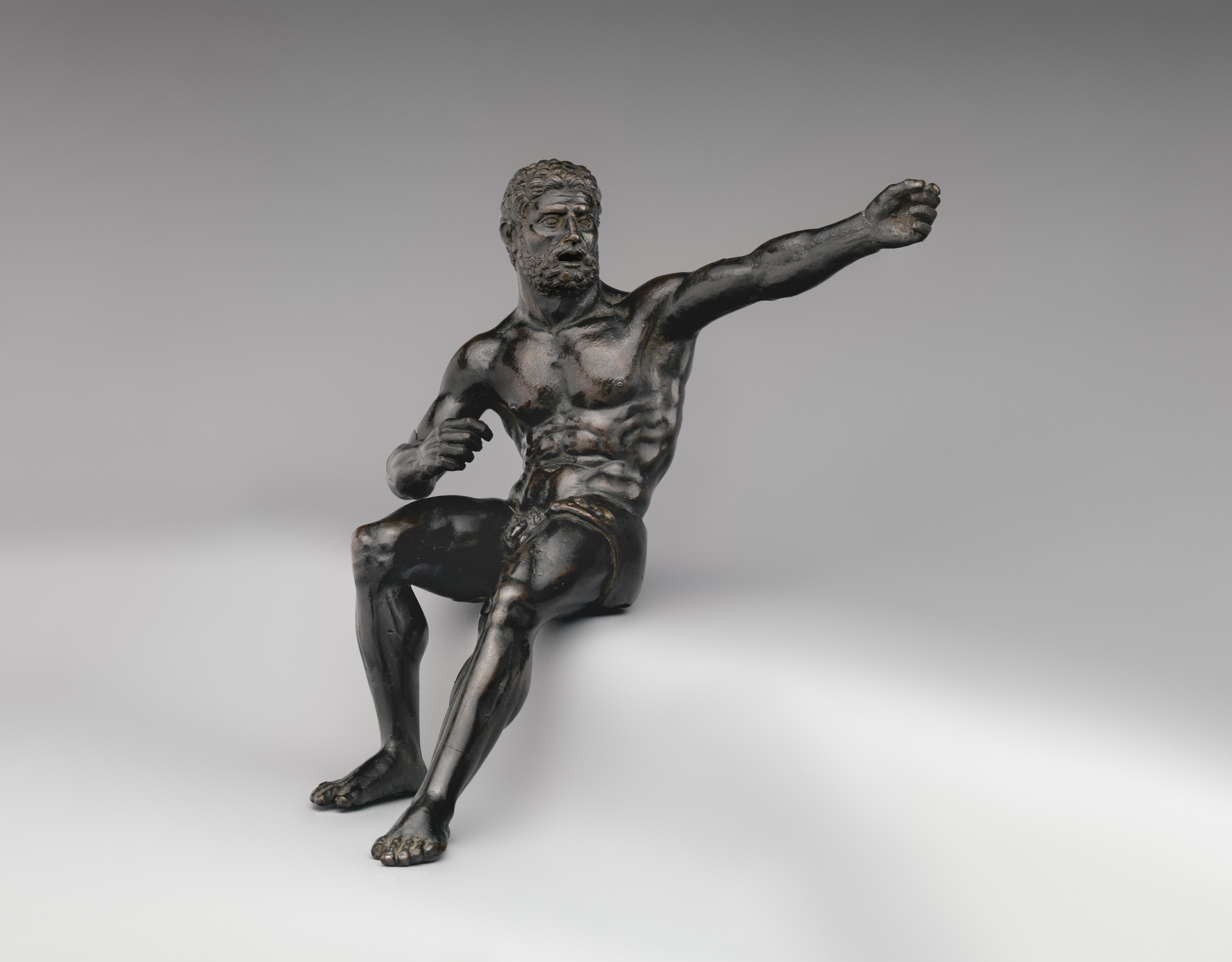
Hercule combattant les oiseaux du lac Stymphale
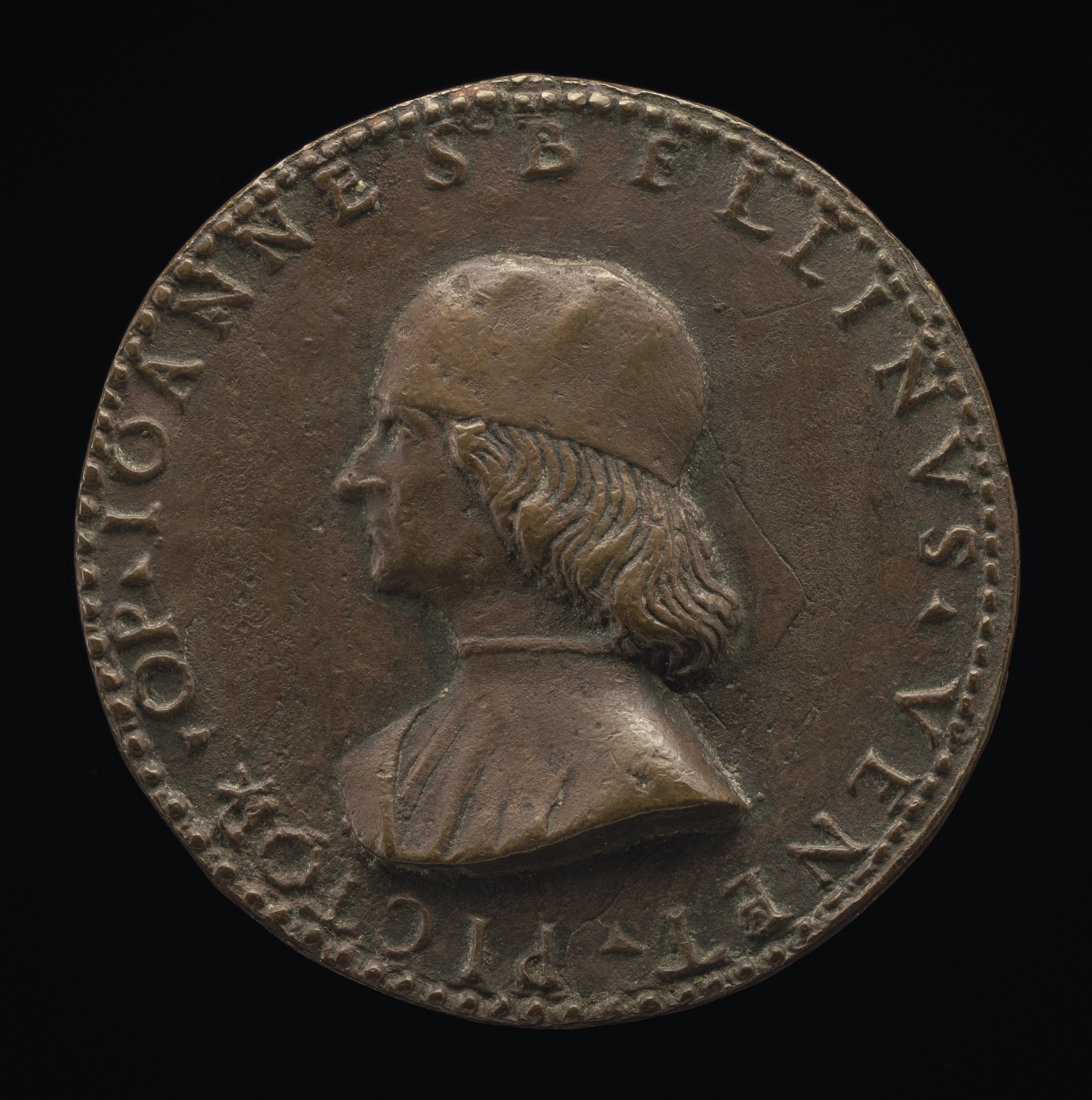
Portrait de Giovanni Bellini
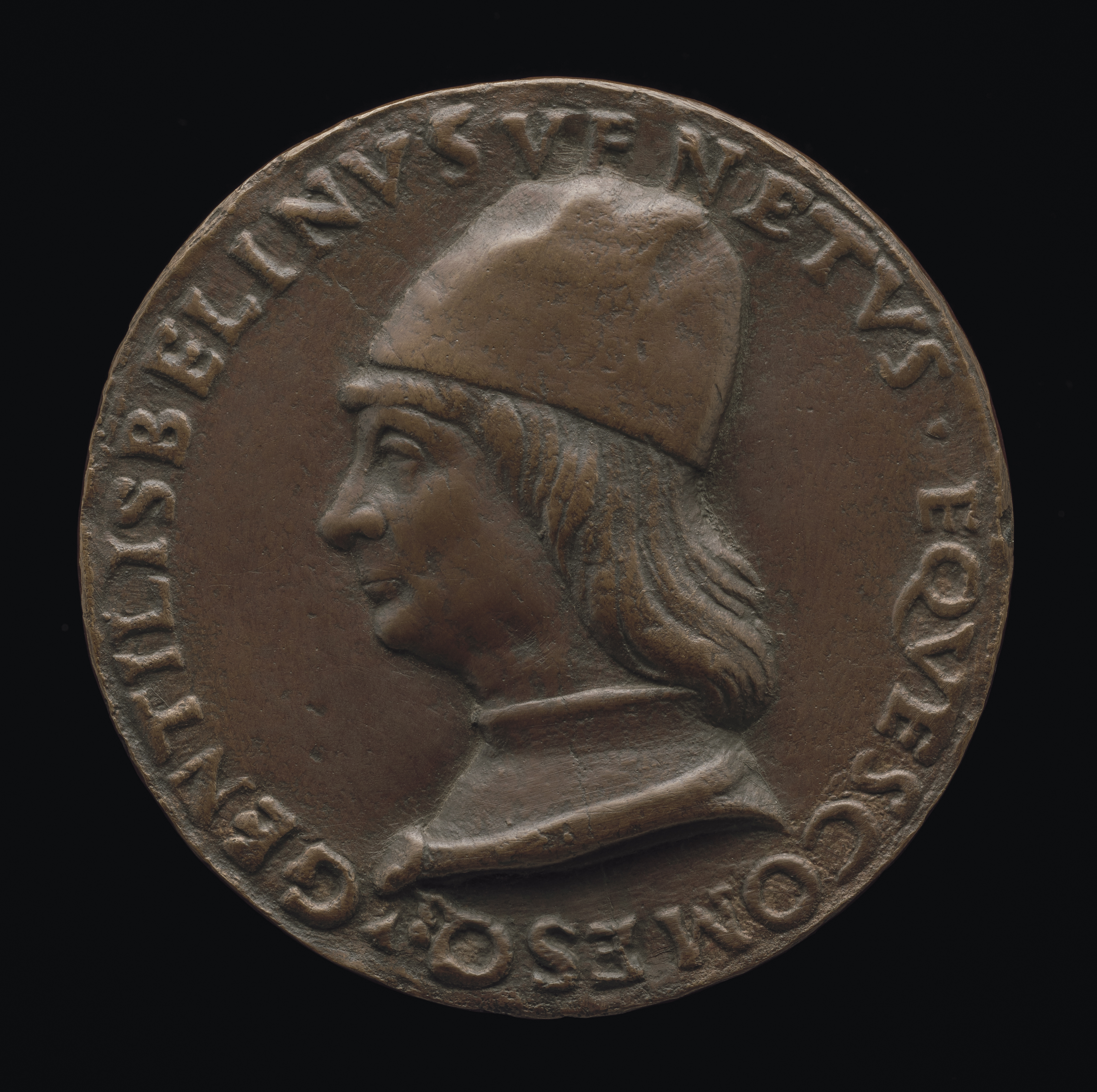
Portrait de Gentile Bellini
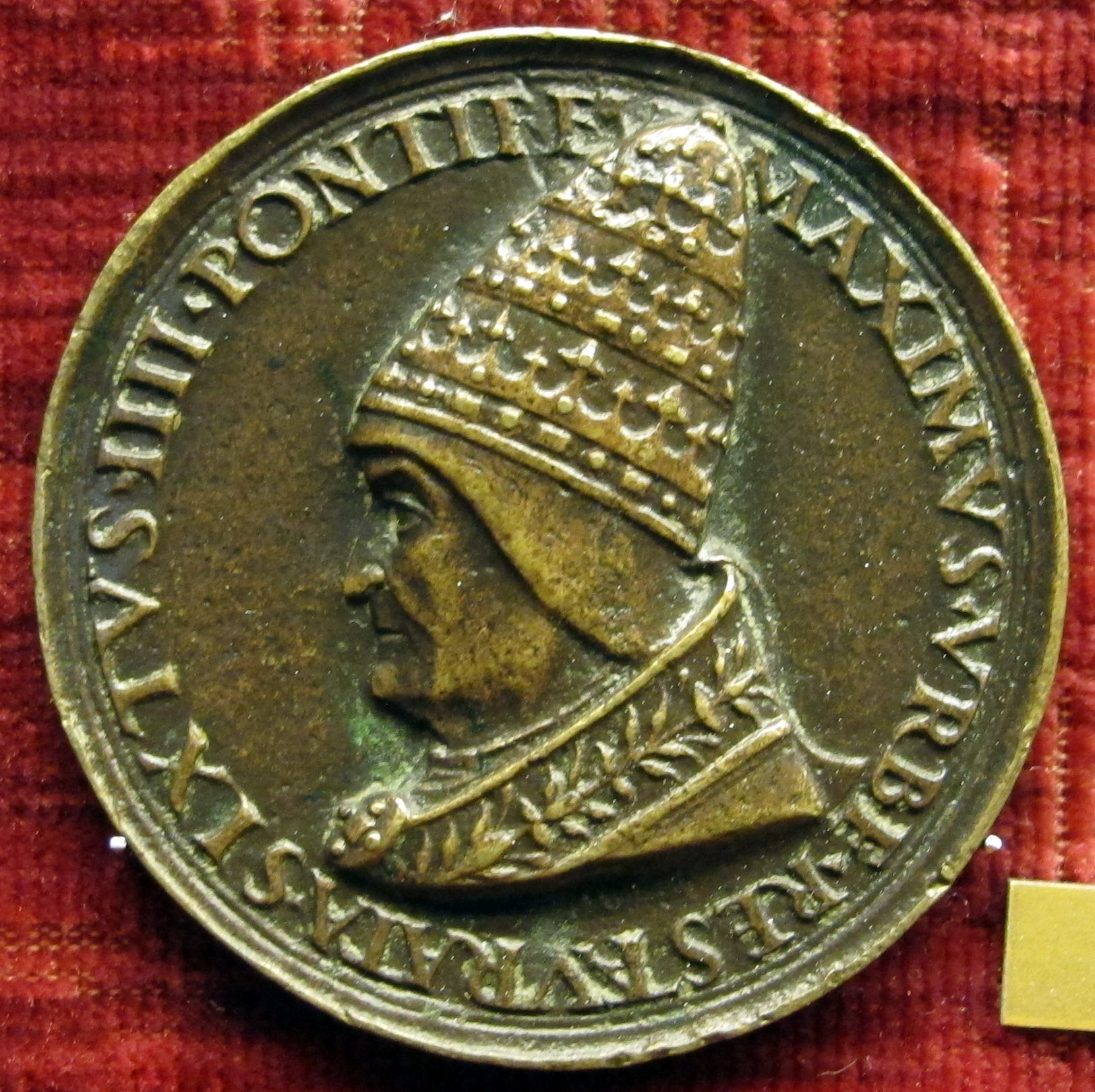
Portrait du pape Sixte IV